# Dosrius
Dosrius este o localitate în Spania în comunitatea Catalonia în provincia Barcelona. În 2006 avea o populație de 4.469 locuitori. Este situat in comarca Maresme.